# Лантахар
Лантахар (д/н — бл. 536) — перший відомий герцог Алеманії.

## Життєпис
Про Лантахара є лише окрема згадка від 548 року єпископа Марія Аванського. Припускається, що він можливо був сином останнього алеманського короля Лодханрія, але непевно. Незрозуміло, коли став герцогом іде саме урядував. Можливо в південній Алеманії, що з 506 року була підвладною Остготського королівства, або на півночі — під владою Франкського королівство. Є згадки, що 515 року в алеманів був герцог. За версією, франки задля контролю над захопленими з 506 року землями поставили родича поваленого короля, що було традицією. також ймовірно, що остготський король Теодорих в південній Алеманії поставив герцогом (дуксом) представника королівського алеманського роду. В будь-якому разі після смерті Теодориха 526 року уся Алеманія об'єдналася під владою франків. 
Згадка від 548 року свідчить, що Лантахар мав владу протягом 530-х років, тому ймовірно сприяв переходу південних алеманів до Франкського королівства. також в цей час створено Pactus legis Alamannorum (один з перших правових збірок алеманів, де згадується про короля Лодханрія. Природно було б синові Лантахару згадати в офіційній збірці батька Лодханрія.
Дата смерті Лантахара невідома. Згадується, що Бутілін і Леутарій були герцогами у 536 році, але напевне Лантахар був мертвий до 548 року. Йому спадкували сини або інші родичі: Бутілін, Леутарій I і Ґамінг, які розділили Алеманію, отримавши титули герцогів.